# Charles Marquis Warren

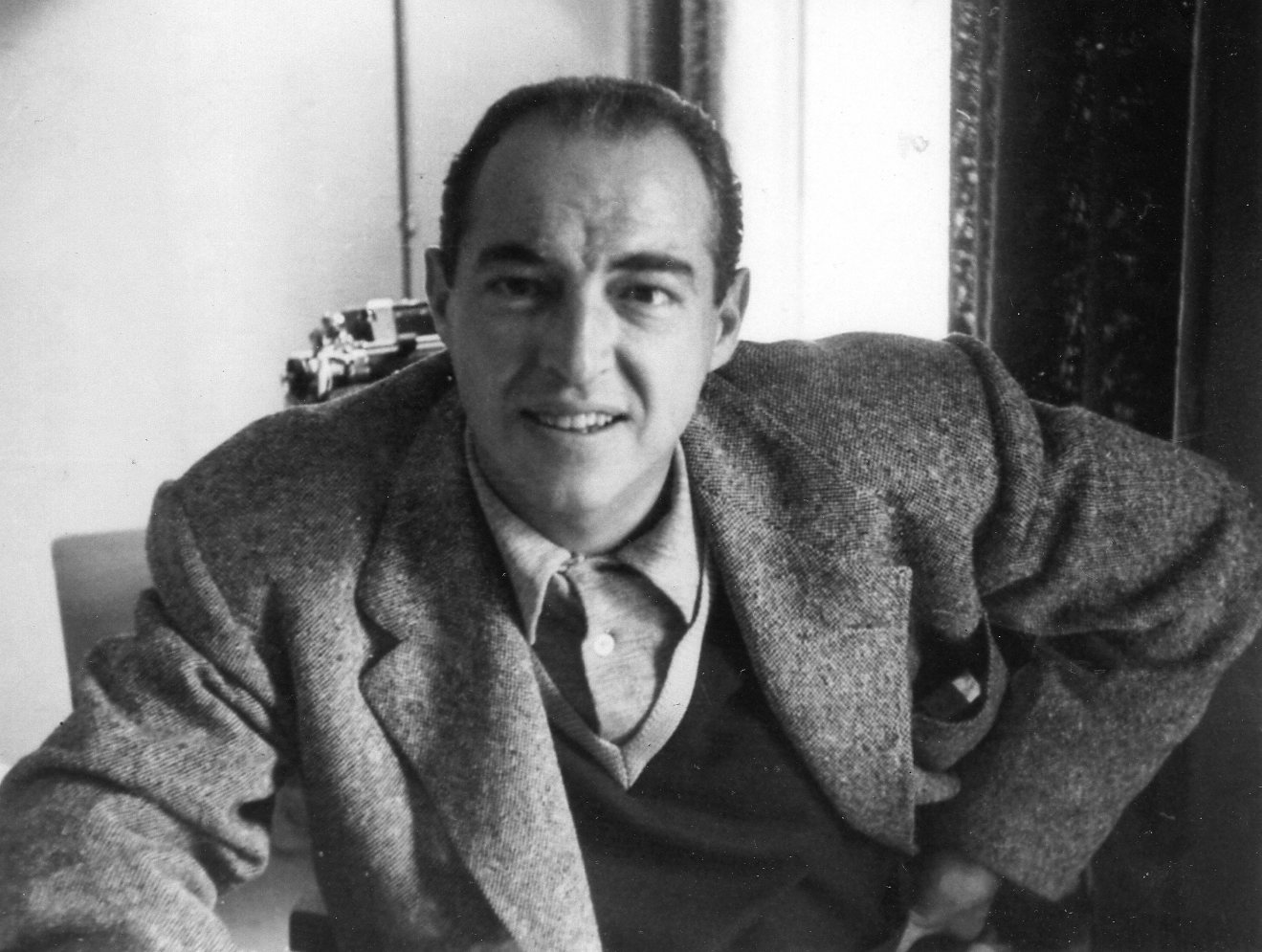
Charles Marquis Warren (1955)

Charles Marquis Warren (* 16. Dezember 1912 in Baltimore, Vereinigte Staaten; † 11. August 1990 in West Hills, Los Angeles, Vereinigte Staaten) war ein US-amerikanischer Filmregisseur, Drehbuchautor und Filmproduzent, spezialisiert auf routinierte B-Film-Westernstoffe der 1950er Jahre.

## Leben und Wirken
Der Sohn eines Häusermaklers und Patenkind von F. Scott Fitzgerald ging in seiner Heimatstadt Baltimore zur Schule und besuchte anschließend das dortige Baltimore City College. Zu dieser Zeit entwickelte er ein Interesse am Schreiben und verfasste ein eigenes Stück, das unter dem Titel No Sun, No Moon an der Princeton University aufgeführt wurde. In Hollywood angekommen, fand Warren bald Beschäftigung als Drehbuchautor und war 1934/35 ungenannt an der Herstellung der Manuskripte zu den Kassenerfolgen Meuterei auf der Bounty und Ich tanz’ mich in dein Herz hinein beteiligt. Sein Hauptgeschäft in jenen Jahren wurden jedoch die Beiträge für diverse Schundhefte, Filmmagazine und Zeitschriften wie der Saturday Evening Post. Nach seinem Weltkriegseinsatz, den er auf dem Kriegsschauplatz im Pazifik verbrachte, kehrte Warren nach Hollywood zurück.
Erst 1948 konnte Charles Marquis Warren bei dem Militärfilmdrama Beyond Glory mit Alan Ladd und dem Leinwanddebütanten Audie Murphy sein nominell erstes Filmdrehbuch unterbringen. Warrens Metier blieben harte Männerstoffe, allen voran Wildwest-Geschichten, die er wahlweise für Kino und Fernsehen schrieb, inszenierte oder produzierte. Dabei handelte es sich durchgehend um kostengünstig hergestellte B-Pictures mit den unterschiedlich zugkräftigen Genrestars William Holden, Gregory Peck, Gary Cooper, Jeffrey Hunter, Charlton Heston, Lloyd Bridges und John Agar in den Hauptrollen. Warren initiierte aber auch die populären Fernseh-Westernserien Rauchende Colts, Tausend Meilen Staub (mit der er Clint Eastwood bekannt machte) und Die Leute von der Shiloh Ranch. In den 1960er Jahren, in denen sich Warren weitgehend auf die Herstellung dieser Westernserien konzentrierte, lag seine Kinokarriere bis zum Ende dieses Jahrzehnts auf Eis. Zum Kinospielfilm kehrte er nach rund zehnjähriger Kino-Abstinenz zurück: mit dem Drehbuch zu einem Glenn-Ford-Standardwestern und einem weiteren, diesmal mit Elvis Presley in der Hauptrolle, wo Warren auch wieder als Regisseur und Produzent in Erscheinung trat. Mitte der 1970er Jahre beendete Charles Marquis Warren seine Karriere hinter der Kamera.

## Filmografie
als Drehbuchautor
- 1948: Beyond Glory
- 1949: Die Todesreiter von Laredo (Streets of Laredo)
- 1951: Tödliche Pfeile (Little Big Horn)
- 1951: Apachenschlacht am schwarzen Berge (Oh Susanna!)
- 1952: Das Tor zur Hölle (Hellgate)
- 1952: Gegenspionage (Springfield Rifle)
- 1953: Pony-Express (Pony Express)
- 1953: Die Bestie der Wildnis (Arrowhead)
- 1953: Flug nach Tanger (Flight to Tangier)
- 1955–1975: Rauchende Colts (Gunsmoke) (Fernsehserie)
- 1957: Fluch der Gewalt (Trooper Hook)
- 1958: Die Rache des Texaners (Cattle Empire)
- 1958: Desert Hell
- 1967: Totem (Day of the Evil Gun)
- 1969: Charro! (Charro!)

als Regisseur
- 1951: Tödliche Pfeile (Little Big Horn)
- 1952: Das Tor zur Hölle (Hellgate)
- 1953: Die Bestie der Wildnis (Arrowhead)
- 1953: Flug nach Tanger (Flight to Tangier)
- 1955: Sieben Reiter der Rache (Seven Angry Men)
- 1955–1956: Rauchende Colts (Gunsmoke) (Fernsehserie)
- 1956: Blut an meinen Händen (Tension at Table Rock)
- 1956: Die schwarze Peitsche (The Black Whip)
- 1957: Fluch der Gewalt (Trooper Hook)
- 1957: Copper Sky
- 1957: Ride a Violent Mile
- 1958: Die Rache des Texaners (Cattle Empire)
- 1958: Blood Arrow
- 1958: Desert Hell
- 1959: Tausend Meilen Staub (Rawhide) (Fernsehserie)
- 1969: Charro! (Charro!)

als Produzent
- 1955–1975: Rauchende Colts (Gunsmoke) (Fernsehserie)
- 1957: Copper Sky
- 1957: Ride a Violent Mile
- 1958: Blood Arrow
- 1958: Desert Hell
- 1959–1961: Tausend Meilen Staub (Rawhide) (Fernsehserie)
- 1962: Die Leute von der Shiloh Ranch (The Virginian)
- 1966–1967: Iron Horse (Fernsehserie)
- 1969: Charro! (Charro!)

literarische Vorlage
- 1951: Bis zum letzten Atemzug (Only The Valiant)
- 1951: Der Revolvermann (The Redhead and the Cowboy)
- 1952: Faustrecht in Minnesota (Woman of the North Country)